# Gerardo Alcoba
Gerardo Alcoba Rebollo (* 25. November 1984 in Montevideo) ist ein ehemaliger uruguayischer Fußballspieler.

## Karriere

### Verein
Alcoba begann mit dem Fußballspielen im baby fútbol bei Peñarol de Maldonado. Sodann schloss er sich dem nahe der Atlantikküste residierenden Club Ituzaingó in Maldonado an. Dort debütierte er als 16-Jähriger in der Ersten Mannschaft. 2002 war er dort noch in der Liga Mayor de Maldonado in der Primera División aktiv und erzielte im Torneo Clasificatorio einen Treffer. Im Alter von 17 Jahren wechselte er zu den Montevideo Wanderers, wo er zunächst in der Cuarta División eingesetzt wurde. Der 1,84 m große Innenverteidiger stand mindestens ab der Clausura 2004 im Erstliga-Kader des uruguayischen Hauptstadtklubs. In der Saison 2005/06 ist für ihn dort ein Einsatz in der Primera División verzeichnet, während er in der folgenden Spielzeit 27 absolvierte Erstligaspiele zu Buche stehen. Während seines Engagements bei den Wanderers wurde bei ihm im August 2007 – ebenso wie bei seinem Mannschaftskameraden Mathías Corujo – nach einem Spiel gegen Bella Vista in einem Dopingtest Spuren von Kokain nachgewiesen.
Seit der Apertura 2008 spielte er für Peñarol Montevideo. Dort gewann er in der Saison 2009/10 die Uruguayische Meisterschaft. Zudem absolvierte er drei Spiele in der Copa Libertadores 2009 (2) und 2011 (1), bestritt 2009 vier Begegnungen in der Copa Sudamericana und ebenfalls vier in der Liguilla Pre Libertadores 2009 für die Aurinegros. Im Januar 2011 erlitt Alcoba beim Copa Bimbo im Rahmen des Spiels gegen Vélez Sársfield einen Kreuzbandriss, infolgedessen eine mindestens sechsmonatige Verletzungspause für ihn prognostiziert wurde. Seither kam er zu keinen weiteren Einsätzen für die Montevideaner. Am 3. Februar 2012 wurde sodann, nach bis dahin insgesamt seitens Alcoba absolvierten 77 Primera-División-Einsätzen (10 Tore) für die Aurinegros, sein Wechsel auf Leihbasis zu Club Atlético Colón vermeldet, wo er einen Halbjahresvertrag unterzeichnet, der eine Kaufoption für die Argentinier enthielt und den verletzten Ronald Raldes ersetzen sollte. Zuvor hatte sich ein geplanter Wechsel zum peruanischen Verein Universitario de Deportes, zu dessen Abwicklung er sich bereits in Peru befand, aufgrund der erheblichen finanziellen Probleme der Limaer Klubs zerschlagen. In Santa Fe traf er bei Colón auf seine ebenfalls dort spielenden Landsleute Javier Chevantón und Pablo Lima.
Bis zu seinem letzten Einsatz am 3. Mai 2014 kam er auf 63 Liga-Einsätze für Colón, bei denen ihm insgesamt drei Treffer gelangen. Überdies wurde er in einer Partie der Copa Argentina und drei Spielen der Copa Sudamericana eingesetzt. Im Juni 2014 wurde sein Wechsel nach Ecuador zu LDU Quito vermeldet. Bei den Ecuadorianern wurde er 19-mal (zwei Tore) in der Primera A eingesetzt. Ende Dezember 2014 wurde er als Neuzugang des mexikanischen Klubs UNAM Pumas vorgestellt, an den er seitens Quito ausgeliehen wurde. Bei den Ecuadorianern stand er zu jenem Zeitpunkt noch zwei weitere Jahre unter Vertrag. Für die Mexikaner absolvierte er bislang (Stand: 10. August 2017) 77 Erstligaspiele und schoss sechs Tore. Zudem kam er viermal (kein Tor) in der Copa México, achtmal (drei Tore) in der Copa Libertadores 2016 und zweimal (kein Tor) im CONCACAF Champions Cup zum Einsatz.

### Nationalmannschaft
Alcoba war mindestens im Juni 2007 Mitglied der von Roland Marcenaro betreuten U-23-Auswahl Uruguays. Der Abwehrspieler kam auch in der uruguayischen Fußballnationalmannschaft zum Einsatz. Insgesamt absolvierte er für sein Heimatland zwei Freundschaftsländerspiele gegen die Türkei und Japan im Jahr 2008, bei denen er kein Tor erzielen konnte.

### Erfolge
- Uruguayischer Meister: 2009/10